# Петрашовка (Тепликский район)
Петрашо́вка (укр. Петрашівка) — село на Украине, находится в Тепликском районе Винницкой области.
Код КОАТУУ — 0523785001. Население по переписи 2001 года составляет 877 человек. Почтовый индекс — 23830. Телефонный код — 4353.
Занимает площадь 0,338 км².

## Адрес местного совета
23830, Винницкая область, Теплицкий р-н, с. Петрашовка, ул. Октябрьская, 46